# Contea di Middlesex (Massachusetts)
La contea di Middlesex, Middlesex County in inglese, è una contea dello Stato del Massachusetts negli Stati Uniti. La contea, posta nella parte orientale dello Stato, ha due capoluoghi: Cambridge e Lowell ed è la più popolosa di tutto il New England.
La popolazione al censimento del 2010 era di 1 503 085 abitanti.
Come per altre contee del Massachusetts dal 1997, la contea di Middlesex esprime solo una regione storico-geografica, essendo tutte le funzioni amministrative passate ad altre agenzie dello Stato del Massachusetts.

## Geografia fisica
La contea confina a nord con la contea di Hillsborough del New Hampshire, ad est con la contea di Essex, a sud-est con la contea di Suffolk, a sud con la contea di Norfolk ed a ovest con la contea di Worcester.
Il territorio della contea è pianeggiante ad oriente per poi progressivamente divenire collinare verso ovest.
Il fiume principale della contea è il Merrimack che però scorre solo nel nord-est della contea. Il fiume Concord, formato dalla confluenza dei fiumi Sudbury e Assabet, scorre da sud a nord prima di sfociare nel Merrimack. Nell'area nord-occidentale scorre verso nord il fiume Nashua. I laghi sono numerosi, sia naturali che artificiali. Tra i laghi della contea è da ricordare il Walden Pond immortalato da Henry David Thoreau.
La contea è la più popolosa dello Stato. È maggiormente urbanizzata a est in prossimità dell'area metropolitana di Boston. Qui sono situati importanti agglomerati urbani: Cambridge (sede dell'università di Harvard e del Massachusetts Institute of Technology), Somerville, Everett, Newton, Malden, Lexington, Waltham e molti altri. Nel nord della contea la città principale è Lowell, posta sul fiume Merrimack, che assieme a Cambridge è la sede amministrativa della contea. Nel sud della contea sono situate le città di Framingham e Natick. Al centro della contea è situata la storica cittadina di Concord.

## Storia
La contea fu creata nel maggio 1643 ed è una delle tre contee originarie del Massachusetts. Deve il suo nome al Middlesex in Inghilterra. Nella contea avvenne il primo conflitto armato della Guerra di indipendenza americana.

## Politica
| Anno | Repubblicani   | Democratici    |
| ---- | -------------- | -------------- |
| 2008 | 64,2% 462 226  | 34,1% 245 215  |
| 2004 | 63,99% 440 862 | 34,52% 237 815 |
| 2000 | 61,49% 404 043 | 30,27% 198 914 |
| 1996 | 63,41% 398 190 | 27,06% 169 926 |
| 1992 | 49,89% 343 994 | 28,10% 193 703 |
| 1988 | 54,57% 361 563 | 43,82% 193 703 |
| 1984 | 50,26% 325 065 | 49,42% 319 604 |
| 1980 | 42,46% 270 751 | 40,30% 256 999 |
| 1976 | 55,94% 359 919 | 40,42% 260 044 |
| 1972 | 55,91% 345 343 | 43,56% 269 064 |
| 1968 | 64,11% 370 310 | 32,60% 188 304 |
| 1964 | 76,25% 439 790 | 23,36% 134 729 |
| 1960 | 59,01% 356 130 | 40,78% 246 126 |

## Comuni
- Acton - town
- Arlington - town
- Ashby - town
- Ashland - town
- Ayer - town
- Bedford - town
- Belmont - town
- Billerica - town
- Boxborough - town
- Burlington - town
- Cambridge - city
- Carlisle - town
- Chelmsford - town
- Concord - town
- Dracut - town
- Dunstable - town
- Everett - city
- Framingham - town
- Groton - town
- Holliston - town
- Hopkinton - town
- Hudson - town
- Lexington - town
- Lincoln - town
- Littleton - town
- Lowell - city
- Malden - city

- Marlborough - city
- Maynard - town
- Medford - city
- Melrose - city
- Natick - town
- Newton - city
- North Reading - town
- Pepperell - town
- Reading - town
- Sherborn - town
- Shirley - town
- Somerville - city
- Stoneham - town
- Stow - town
- Sudbury - town
- Tewksbury - town
- Townsend - town
- Tyngsborough - town
- Waltham - city
- Wakefield - town
- Watertown - city
- Wayland - town
- Westford - town
- Weston - town
- Wilmington - town
- Winchester - town
- Woburn - city

### Census-designated place
- Devens - si estende sul territorio di tre comuni: Ayer, Shirley e Harvard nella contea di Worcester
- North Billerica - nel territorio di Billerica
- Pinehurst - nel territorio di Billerica
- North Chelmsford - nel territorio di Chelmsford
- West Concord - nel territorio di Concord
- Nobscot - nel territorio di Framingham
- Saxonville - nel territorio di Framingham
- South Framingham - nel territorio di Framingham
- East Lexington - nel territorio di Lexington
- Littleton Common - nel territorio di Littleton
- Melrose Highlands - nel territorio di Melrose
- East Pepperell - nel territorio di Pepperell
- Cochituate - nel territorio di Wayland